# Ophiarachnella differens
Ophiarachnella differens is een slangster uit de familie Ophiodermatidae.
De wetenschappelijke naam van de soort werd in 1944 gepubliceerd door Murakami.